# Парк XVIII ст. (Ракова)
Парк XVIII ст. — парк-пам'ятка садово-паркового мистецтва місцевого значення в Україні. Розташований у межах Старосамбірського району Львівської області, в селі Ракова. 
Площа 3 га. Статус надано згідно з рішенням виконкому Львівської обласної ради від 9 жовтня 1984 року № 495. Перебуває у віданні: Раківська СШ. 
Статус надано для збереження парку, закладеного в XVIII ст. На території парку зберігся палац Козловецьких (архітектор Вінцент Равський, молодший), в якому нині розташована Раківська середня школа. 